# داروینیسم اجتماعی
داروینیسم اجتماعی که در اواخر عهد ویکتوریا در انگلستان، ایالات متحده آمریکا و دیگر نقاط جهان شهرت یافت، باوری است بر این مبنا که قوی‌ترین‌ها یا شایسته‌ترین‌ها باید باقی بمانند و در جامعه رشد و نمو کنند، در حالی که ضعیفان و بی‌خاصیت‌ها باید رها شوند تا از بین بروند. داروینیسم اجتماعی به انواع و اقسام نظریه‌هایی اشاره دارد که مفاهیم بیولوژیکی چون «انتخاب طبیعی» و «بقای اصلح» را بر جامعه‌شناسی و سیاست تطبیق می‌دهد. این نگرش به‌طور کلّی جهان انسانی را نیز آوردگاه پیکار بی‌امان و بی‌پایان آدمیان با هم می‌داند و نابودی ضعیف و به جان دربردن قوی را تقدیر طبیعت می‌انگارد.
منشأ این عقیده از فیلسوف انگلیسی هربرت اسپنسر است و چیزی در این مورد در نوشته‌های خود داروین وجود ندارد.
پشتیبانان داروینیسم اجتماعی در قرن بیستم به دنبال بِه‌نژادی با روش اصلاح نژاد بودند. برخی بر این باورند که داروینیسم اجتماعی دنبالهٔ منطقی نظریه تکامل است ولی زیست‌شناسان و تاریخ‌نگاران معتقدند که این موضوع، انحراف از ایده‌های چارلز داروین است، در حالی که اغلب پژوهشگران به ارتباط تاریخی میان نظریهٔ داروین و برخی انواع داروینیسم اجتماعی اذعان دارند، آنان معتقدند که داروینیسم اجتماعی لزوماً حاصل اصول تکامل زیستی نیست و استفاده از تکامل زیستی و تفاوت صفات ارثی انسان‌ها برای توجیه سیاست نابرابری یک مغالطه طبیعت‌گرایانه است.

## تاریخچه
پیشینهٔ کاربرد نظریهٔ تنازع بقا در پهنهٔ جامعه با نام هربرت اسپنسر مهندس و جامعه‌شناس انگلیسی پیوند خورده است. وی در ژانویه ۱۸۵۸ در طرح عمومی فلسفهٔ ترکیبی قانون تکامل خود را بیان کرد. بر اساس این قانون در جهان گیاهی، حیوانی و نیز در جوامع انسانی حرکتی تکاملی و پیش‌رونده از مرحلهٔ درهم‌ریختگی و ناهمگنی به سوی نظم و همگنی و بغرنج‌تر شدن اندام‌ها و نهادها وجود دارد. به باور اسپنسر، جامعه نوعی ارگانیسم است و همچون دیگر ارگانیسم‌های زنده از قانون تکامل پیروی می‌کند. انطباق و سازگاری که در اندیشهٔ اسپنسر سرشتی عمیقاً لامارکی دارد، اصل سامان‌دهندهٔ بقای موجودات در رقابت همگانی است. به گمان وی نابودی موجوداتی که توانایی کمتری برای انطباق و سازگاری با محیط دارند، هم طبیعی و هم ضروری است؛ بنابراین، باید از هرگونه کمک به فرودستان پرهیز کرد. اسپنسر نظریهٔ انتخاب طبیعی داروین را «بقای اصلح» نامید و آن را به ابزاری ایدئولوژیک برای توجیه نابرابری‌های اجتماعی و اقتصادی تبدیل کرد.

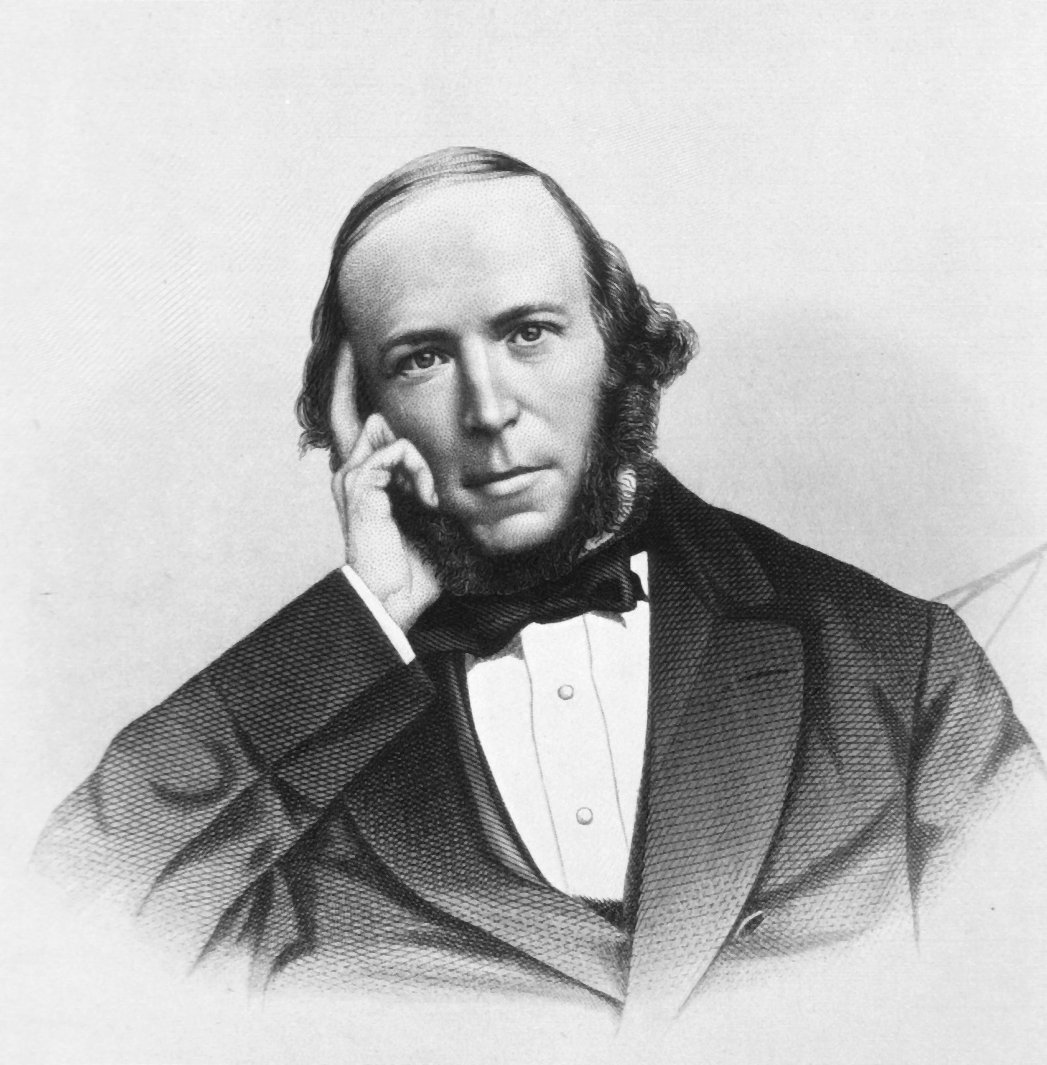
داروینیسم اجتماعی برخلاف آنچه که از عنوانش به نظر می‌رسد، بیش از اینکه به داروین مربوط باشد، نتیجهٔ تلاش‌ها و تفکرات هربرت اسپنسر است.

اسپنسر می‌گفت که تکامل خوب است و ما انسان‌ها باید نیروهای تکاملی را تقویت کنیم یا دست‌کم در برابر پیامدهایش مقاومت نکنیم. او نمونهٔ بارز یک فایده‌گرا بود. اسپنسر و طرفدارانش بر این عقیده بودند که باید فلسفهٔ اقتصاد آزاد را در زندگی ترویج داد تا مداخلهٔ دولت در اجرای امور روزانه به حداقل برسد. به عقیدهٔ او تنها با پیروی از قواعد تکاملی می‌توان امید به پیشرفت زیستی و اجتماعی داشت.
اصطلاح داروینیسم اجتماعی را نخستین بار امیل گوتیه، سوسیالیست فرانسوی در سال ۱۸۷۹ پس از پنجاهمین کنگرهٔ طبیعت‌شناسان آلمان به کار برد. در این کنگره که در سپتامبر ۱۸۷۷ در مونیخ برگزار شد و در آن داروینیست‌ها و مخالفانشان رو در روی یکدیگر صف‌آرایی کرده بودند، بحث‌های تندی میان هکل، نژلی و فیرشو دربارهٔ کاربرد نظریهٔ داروین در سیاست صورت گرفت. گروهی از زیست‌شناسان مانند اسکار اشمیت و ارنست هکل که خود را پیرو سرسخت داروین می‌دانستند، نظریهٔ تکامل را نقطهٔ مقابل برابری‌طلبی سوسیالیسم خواندند. از سوی دیگر، گروهی همچون فیرشو، زیست‌شناس مشهور دربارهٔ پیامدهای زیان‌بار پذیرش داروینیسم که یک‌راست به سوسیالیسم می‌انجامد، به دانشمندان هشدار دادند.
با این حال، داروین خود عقیده داشت که اصل انتخاب طبیعی در مورد جوامع انسانی راست نمی‌آید؛ زیرا در جهان انسانی با گزینش شکلی از زندگی که مبتنی بر اخلاق و تمدن است، رفتارهای مبتنی بر نابودسازی همنوعان محدود می‌شوند. به بیان ساده‌تر، انتخاب طبیعی منجر به گزینش تمدن می‌شود و تمدن نیز راه را بر کاربرد انتخاب طبیعی در میان انسان‌ها می‌بندد. به همین دلیل، داروین با نظریه‌های بِه‌نژادی از طریق نابودسازی کندذهنان، بیماران روانی و معلولان، سخت مخالف بود.

## درستی یا نادرستی داروینیسم اجتماعی
بدون‌شک یکی از دلایلی که باعث می‌شود داروینیسم اجتماعی در معرض انتقاد قرار گیرد، غیراخلاقی به نظر رسیدن این تفکر است؛ امّا بنا بر دلایلی نباید و نمی‌توان به راحتی از آموزه‌های داروینیسم اجتماعی چشم‌پوشی کرد. مایکل روس، فیلسوف طبیعت‌گرا سه دلیل عمده برای این موضوع می‌آورد:
- نخست اینکه صرف اینکه چیزی به نظر ما غیراخلاقی برسد، وضعیت صدق آن را به خطر نمی‌اندازد، یعنی ممکن است آنچه در ابتدا غیراخلاقی به نظر می‌آید، در واقع صادق باشد. هر چند در توجیه اخلاق، احساسات حرف آخر را می‌زند ولی گاهی برخی احساسات تند و تنفرآمیز راهنمای خطرناکی هستند. قضاوت‌های ما نیازمند تأمّل‌های عمیق‌تری است؛ بنابراین، ممکن است داروینیسم اجتماعی نیز چنین وضعی داشته باشد و در واقع آموزهٔ درستی باشد که در ابتدا به نظرمان نادرست می‌رسد و با تأمّل بیشتر درستی آن مشخص شود.
- دلیل دوم اینکه بسیاری از افراد، داروینیسم اجتماعی را غیراخلاقی نمی‌دانند و تصور می‌کنند که امتناع دولت از فراهم آوردن شبکه‌های ایمنی رفاهی و محافظت از ضعفا و افراد ناموفق امری به‌جا و شایسته است.
- سومین و مهم‌ترین دلیل این است که برخلاف آنچه که تصور می‌شود، امروزه تعداد زیادی از افراد طبق داروینیسم اجتماعی عمل می‌کنند. به عنوان نمونه، از بین بردن جنینی که مشکلات جدی داشته باشد، در بیشتر جوامع کنونی امری رایج است.[۷]